# Duke of Edinburgh

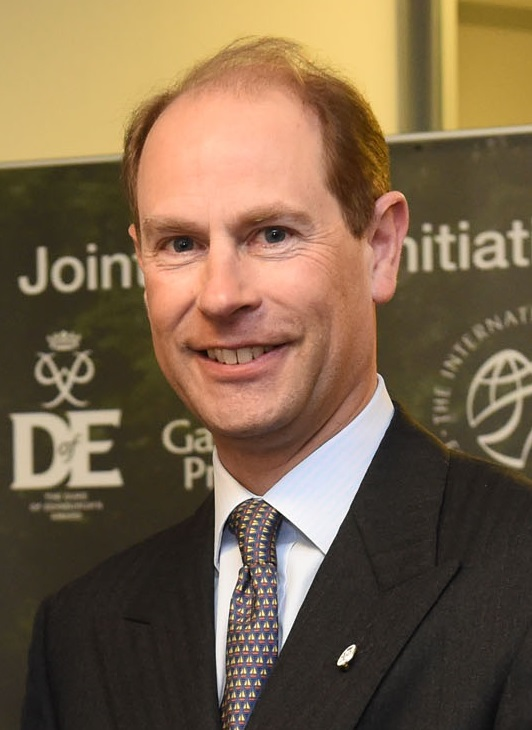
Prinz Edward, Duke of Edinburgh seit 2023

Duke of Edinburgh (deutsch Herzog von Edinburgh) ist ein britischer Adelstitel. Er wurde seit 1726 viermal als Royal Dukedom innerhalb der britischen Königsfamilie verliehen. Der Titel ist nach der schottischen Hauptstadt Edinburgh benannt. Aktueller Inhaber des Titels ist seit 2023 Prince Edward, der jüngste Bruder von König Charles III.

## Verleihungen
Der Titel wurde das erste Mal am 26. Juli 1726 in der Peerage of Great Britain an Friedrich Ludwig von Hannover, den ältesten Sohn von Georg, Prince of Wales verliehen. Zusammen mit dem Dukedom wurden ihm die nachgeordneten Titel Marquess of the Isle of Ely, Earl of Eltham, Viscount Launceston und Baron Snowdon verliehen. Als sein Vater als Georg II. König von Großbritannien wurde, erhielt Friedrich Ludwig außerdem den Titel Prince of Wales. Nach seinem Tod ging der Titel auf seinen Sohn Georg über. Als dieser als Georg III. den britischen Thron bestieg, erloschen die Titel durch Verschmelzen mit der britischen Königskrone.
König Georg III. verlieh den Titel am 19. November 1764 an seinen jüngeren Bruder William Henry. Dabei wurde der Titel um das Dukedom Gloucester erweitert und lautete nunmehr Duke of Gloucester and Edinburgh. Der Titel wurde zusammen mit dem nachgeordneten Titel Earl of Connaught verliehen. Nach dem Tod Wilhelm Heinrichs ging der Titel auf seinen einzigen Sohn William Frederick über. Dieser starb kinderlos, und der Titel erlosch.
Der nächste Träger, nun wieder ausschließlich als Duke of Edinburgh, war der zweite Sohn von Königin Victoria, Prinz Alfred, der spätere Herzog von Sachsen-Coburg und Gotha. Diese Verleihung erfolgte am 24. Mai 1866 in der Peerage of the United Kingdom, zusammen mit den nachgeordneten Titeln Earl of Ulster und Earl of Kent. Nach dem Tode Alfreds, der keinen männlichen Abkömmling hatte, erlosch der Titel erneut.
Am 20. November 1947 wurde der Titel durch König Georg VI. an Philip Mountbatten verliehen, der am folgenden Tag die Kronprinzessin und spätere Königin Elisabeth II. heiratete, zusammen mit den nachgeordneten Titeln Earl of Merioneth und Baron Greenwich. Die Titel fielen bei Philips Tod 2021 an dessen Sohn Charles, Prince of Wales, als 2. Duke, und erloschen schließlich am 8. September 2022 durch Verschmelzen mit der Krone, als dieser beim Tod seiner Mutter König wurde.
Es war erwartet worden, dass der jüngste Sohn Königin Elisabeths II. nach der Thronfolge den Titel erhalten sollte, den zuvor sein Vater getragen hatte. Entsprechend wurde der Titel des Duke of Edinburgh am 10. März 2023, anlässlich seines 59. Geburtstages, für Prinz Edward neu geschaffen. Dieser führte bereits die fortan nachgeordneten erblichen Titel Earl of Wessex, Earl of Forfar und Viscount Severn. Anders als bei den vorherigen Verleihungen ist die Dukewürde nicht erblich und der Titel wird beim Tod des aktuellen Trägers erlöschen. Motiv hierfür war, dass der König angesichts der Diskussionen um die Unabhängigkeit Schottlands den mit der schottischen Hauptstadt verbundenen Titel nicht an eine Seitenlinie des Königshauses vergeben wollte, die ihn dann womöglich über viele Generationen weitervererben könnte, obwohl sie von der Thronfolge immer weiter entfernt wäre.

## Liste der Dukes of Edinburgh

### Dukes of Edinburgh, erste Verleihung (1726)
- HRH Prince Frederick Louis, 1. Duke of Edinburgh (1707–1751)
- HRH Prince George, 2. Duke of Edinburgh (1738–1820) (wurde 1760 König Georg III., womit der Titel mit der Krone verschmolz)

### Dukes of Gloucester und Edinburgh (1764)
- HRH Prince William Henry, 1. Duke of Gloucester and Edinburgh (1743–1805)
- HRH Prince William Frederick, 2. Duke of Gloucester and Edinburgh (1776–1834) (Titel erloschen)

### Dukes of Edinburgh, zweite Verleihung (1866)
- HRH Prince Alfred, Duke of Edinburgh (1844–1900) (Titel erloschen)

### Dukes of Edinburgh, dritte Verleihung (1947)
- HRH Prince Philip, 1. Duke of Edinburgh (1921–2021)
- HRH Charles, Prince of Wales, 2. Duke of Edinburgh (* 1948) (wurde 2022 Monarch, womit der Titel mit der Krone verschmolz)

### Duke of Edinburgh, vierte Verleihung (Life Peerage, 2023)
- HRH Prince Edward, Duke of Edinburgh (* 1964)